# Недоростков В'ячеслав Валерійович
В'ячеслав Валерійович Недоростков (нар. 5 липня 1967, Степне, Саратовська область, РРФСР) — радянський та російський футболіст, нападник та півзахисник.

## Життєпис

### Виступи в чемпіонатах СРСР
Народився в Саратовській області, вихованець СДЮШОР профкома СЕПО (Саратов). Дорослу футбольну кар'єру розпочав у 1984 році в складі друголігового саратовського «Сокола». У 1986 році перейшов до складу іншого друголігового колективу, ульяновської «Волги». У 1989 році виступав у ШВСМ-СКА (Куйбишев). Того ж року перейшов до іншої куйбишевської команди, «Крила Рад». Наступного року повернувся до «Сокола». Дебютував у футболці саратовського клубу 16 травня 1990 року в переможному (2:0) виїзному поєдинку 9-о туру групи «Центр» другої союзної ліги проти владимирського «Торпедо». В'ячеслав вийшов на поле на 80-й хвилині, замінивши Едуарда Тумасяна. Дебютував у складі саратовців 4 червня 1990 року на 87-й хвилині програного (2:4) виїзного поєдинку 13-го туру зони «Центр» другої ліги чемпіонату СРСР проти брянського «Динамо». Недоростков вийшов на поле на 46-й хвилині, замінивши Олега Притулу. У складі «Сокола» в Другій лізі СРСР зіграв 27 матчів та відзначився 5-а голами. У 1991 році підписав контракт з сочинською «Жемчужиною», яка виступала в Другій лізі чемпіонату СРСР. У футболці сочинців зіграв 35 матчів та відзначився 13-а голами.

### Виступи в Україні
У 1992 році виїхав до України, де підписав контракт з шепетівським «Темпом». Колектив з Хмельницької області отримав право стартувати в першому розіграші Вищої ліги чемпіонату України. У складі шепетівського колективу дебютував 6 березня 1992 року в програному (0:1) виїзному поєдинку 1-о туру підгрупи 1 вищої ліги проти миколаївського «Евісу». В'ячеслав вийшов на поле в стартовому складі та відіграв увесь матч. Дебютним голом за «темпівців» відзначився 9 березня 1992 року на 66-й хвилині програного (1:3) виїзного поєдинку 2-о туру підгрупи 1 вищої ліги проти одеського «Чорноморця». Недоростков вийшов на поле в стартовому складі та відіграв увесь матч. У складі «Темпу» в чемпіонаті України зіграв 13 матчів та відзначився 2-а голами. Після вильоту шепетівського колективу до Першої ліги залишив розташування клубу.
Влітку 1992 року підписав контракт з іншою вищоліговою командою, тернопільською «Нивою». Дебютував у футболці тернополян 6 червня 1992 року в нічийному (1:1) виїзному поєдинку 17-о туру підгрупи 2 вищої ліги проти луганської «Зорі-МАЛС». В'ячеслав вийшов на поле на 70-й хвилині, замінивши Віталія Рудницького. Єдиним голом за тернопільський колекти відзначився 17 червня 1992 року на 59-й хвилині переможного (2:0) домашнього поєдинку 20-о туру підгрупи 2 Вищої ліги проти івано-франківського «Прикарпаття». Недоростков вийшов на поле в стартвому складі та відіграв увесь матч. У складі «Ниви» в чемпіонаті України зіграв 13 матчів та відзначився 1 голом, ще 4 поєдинки провів у кубку України.

### Повернення в Росію та завершення кар'єри
У 1993 році повернувся до Росії, де підписав контракт з вищоліговим камишинським «Текстильником». Дебютував у футболці камишинського колективу 7 серпня 1993 року в програному (1:3) виїзному поєдинку 23-о туру Вищої ліги проти сочинської «Жемчужини». В'ячеслав вийшов на поле на 46-й хвилині, замінивши С. Сергєєва. Проте після цього матчу в складі «Текстильника» на поле більше не виходив. Тому того ж року перейшов до складу друголігового клубу «Зірка» (смт Городище). Кольори городищенського клубу захищав до завершення сезону 1995 року. За цей час у Другій лізі зіграв 75 матчів та відзначився 13-а голами, ще 4 матчі (1 гол) провів у кубку Росії. З 1996 по 1997 рік виступав у саранській «Світлотехніці», за цей час у Другій лізі зіграв 68 матчів та відзначився 3-а голами, ще 1 поєдинок провів у кубку Росії. У 1998—1999 роках виступав у новотроїцькій «Ності». За цей період у Другій лізі зіграв 47 матчів та відзначився 8-а голами, ще 6 матчів (1 гол) провів у кубку Росії. Також у сезоні 1999/00 років виступав у міні-футбольному клубі «Саратов-СПЗ-Д». 
У 2000 році перейшов до складу друголігового клубу «Хопер» (Балашов). Дебютував у футболці балашовського колективу 20 квітня 2000 року в нічийному (0:0_домашньому поєдинку 1-о туру зони «Поволжя» другої ліги проти «Металурга» (Викса). Недоростков вийшов на поле в стартовому складі, а на 72-й хвилині його замінив Павло Петрухін. Єдиним голом у футболці балашовців відзначився 23 квітня 2000 року на 85-й хвилині переможного (1:0) домашнього поєдинку 2-о туру зони «Поволжжя» проти павловського «Торпедо». В'ячеслав вийшов на поле в стартовому складі та відіграв увесь матч. За «Хопер» в Другому дивізіоні зіграв 14 матчів та відзначився 1 голом, ще 1 поєдинок провів у кубку Росії. Окрім змагань у великому футболі, виступав й у міні-футбольних змаганнях. У сезоні 2000/01 років по півроку відіграв у рідному для себе «Арсеналі» (смт Степове) та «Саратові-СПЗ». У 2001 році знову виступав у «великому футболі». Спочатку захищав кольори челябінського «ЛУКойла», а згодом і «Металурга» зі Златоуста (відзначився в цьому клубі 5-а голами). У складі «металургів» й завершив футбольну кар'єру. 